# Strongylaspis christianae
Strongylaspis christianae es una especie de escarabajo longicornio del género Strongylaspis, categorizada en la tribu Macrotomini, de la subfamilia Prioninae. Fue descrita por Monné M. L. y Santos-Silva en 2003.
El período de actividad en ejemplares adultos se presenta regularmente en los meses de julio, octubre y noviembre. Existe un ejemplar de la especie en el museo de Zoología de la Universidad de São Paulo.

## Descripción
Mide 15,9-31 mm de longitud.

## Distribución
Se distribuye por América del Sur: Brasil, Bolivia, Guayana Francesa y Perú.